# José Luis Perales
José Luis Perales (Cuenca, 18 de Janeiro de 1945), é um cantor e compositor espanhol, de música romântica
Apresentou parte de seu trabalho no Carnegie Hall, em Nova Iorque.
José Luis Perales já vendeu mais de 50 milhões de cópias em todo o mundo, o seu primeiro disco de ouro o conseguiu na Argentina no ano 1974, com Celos de mi guitarra ("Ciúme do meu violão"), desde então recebeu mais de 100 discos de ouro e platino. Sua canção ¿Por qué te vas? ("Por que você vai?"), popularizada por Jeanette foi versada por mais de 40 artistas na França, Alemanha, Inglaterra, Japão, até o ano 2004. Só esta canção vendeu mais de 6 milhões de cópias na Alemanha e Áustria.

## Biografia
Nasceu na Villa de Castejón, um povoado situado a 65 km da cidade de Cuenca, conhecido como El Balcón de la Alcarria, em uma família cristã tradicional. Desde muito pequeno já mostrou a devoção pela música, aprendendo Solfejo com um antigo mestre, o que levou-lhe a tocar o Alaúde com apenas 6 anos.
Com 16 anos, seu pai obteve-lhe uma beca para a Universidade Laboral de Sevilha, onde moveu-se para estudar mestria industrial em eletricidade e para viver lá sua juventude. Apontou-se à tuna e conheceu a uns meninos que ensinaram-lhe a tocar cinco ou seis acordes de guitarra, que são os mesmos que se segue manejando. Às vezes, reconhece que quiçá por ser tão elementar é por isso que sua música chega a tanta gente e talvez perfura em tantos corações. Prefere tocar a guitarra que tentá-lo com o piano.
Estava escutando a rádio quando se viu motivado para compor uma canção, nascendo assim uma de suas primeiras melodias, Niebla (Névoa), ainda pouco madura, mas que marcaria o princípio de um largo caminho, onde Jose Luis viu claramente o que seria sua verdadeira dedicação durante o resto de seus dias: a música.
Apesar disso, ele tinha uma beca e tive que continuar com seus estudos. 
Apenas terminada a maestria ele viajou para Madrid para completar os seus estudos com os de perícia, que compaginava, ao mesmo tempo, com o seu trabalho de eletricista e suas composições, que já acumulada em dezenas, aguardando a chegada de algum cantor interessados em suas canções. 
Depois de uma interpretação em uma festa alguém ofereceu-lhe gravar e tentar fortuna, que virá mais tarde como compositor, uma vez como cantor, posto que não lhe gostou ao diretor de uma boa conhecida assinatura, mesmo assim, era o que ele queria, compor, o de cantor (fama, cenários, televisão, etc. ...) não era o seu espelho, poderia causar ainda mais problemas a sua relação amorosa. 
Para aquele tempo já tinha conhecido, no trabalho, a que é agora a sua mulher, Manuela Carrasco, tão imprescindível para a sua vida, como ele próprio disse: "...si no fuese por Manuela estaría perdido." ("... se não fosse por Manuela, eu estaria perdido.") Encontramos aqui um Perales  enamorado, terno e “doente” do amor  fiel ao seu amor. Desempenham assim duas mulheres um papel muito importante na sua vida: sua mãe Mariana (motor de sua carreira, pois era ela a única a que pesquisava os seus primeiros auditórios, às vezes entre a gente e o seu povo) e Manuela (voz crítica do seus canções). 
É como consequência de conhecer a Rafael Trabucchelli (em 1970), o principal produtor discográfico de Espanha, nesse momento, quando a vida de Perales dá uma viragem dramática. Trabucchelli oferece-lhe cantar, ao que Perales resiste-se todo o possível, principalmente porque que ante tudo estava sua vocação familiar, a vida de casa, e seus ciúmes por sua intimidade. Perales compôs "Por que te vas" (Porque você ir) e cantada por Jeanette, são vendidos em um ano quatro milhões de cópias em todo o mundo, a fim de que Carlos Saura incluiu no filme Criando Cuervos (Criando corvos). Um sucesso. 
Com este fato, Trabucchelli convence definitivamente a Perales para cantar, um fato que Jose Luis qualifica como acidental, mas que correu bem, desde o seu primeiro Disco de vinil do 73-74 "Mis canciones" (Minhas canções), que se destacou "Celos de mi guitarra" ("Ciúme de meu violão"), foi um sucesso em Espanha e em América Latina. 
Em breve começaram as complicações, por isso José Luis teve de abandonar os seus empregos devido a problemas de incompatibilidade e dedicar-se inteiramente ao mundo da música, ademais horrorizava-lhe depender do cenário e da crítica... Era ante tudo um homem cujos interesses primários foram focados em sua casa e na sua família. Ele próprio afirmou: "Manuela y yo hemos padecido grandes soledades por todo ello". ("Manuela e eu tivemos grandes solidões por todo isso.")
Mais tarde passou a viver em Cuenca, onde construiu sua casa, e a Madrid, onde seus dois filhos adolescentes (Pablo y María) se formam a estudar à universidade, afastando-se um pouco da sua atividade para dedicar-se completamente a seus filhos. Sempre fiel a suas raízes, tem uma casa em Castejón e outra casa de campo  a que chama <<El refugio>> (O refúgio), também perto do Castejón onde sói retirar-se a compor.
É assim como foi forjada a vida de um dos cantores e compositores mais prolíficos da indústria discográfica espanhola com mais de 450 canções registradas na Sociedad General de Autores y Editores (SGAE), um homem da face afával, palavra solta e sorri fácil, que não se considera nem músico nem cantor, apesar do reconhecimento que lhe tinha feito os seus dois talentos. Com mais de 35 anos da experiência no mundo da música, recebeu um prêmio amigo como "reconhecimento de sua trajetória artística," há composto canções para os artistas mais conhecidos de Espanha, como Isabel Pantoja, Rafael, Miguel Bosé, Julio Iglesias, Rocío Jurado, Jeanette, e Paloma San Basilio, Rosa López e a cantante venezuelana Mirla Castellanos. Recebeu mais de 100 discos de ouro e platina e pisou no estágio em Nova Iorque, Buenos Aires, Miami, Uruguai, Peru, Equador, México, Panamá e República Dominicana. 
Desde sempre há sido solidário com os mais desfavorecidos, por o que colabora com as SOS Children's Villages International  cedendo os direitos de uma das canções de cada disco a esta organização. Em 2009, Perales compôs todas as canções do álbum Propiedad de Nadie (Propriedade de ninguém) da famosa cantora espanhola Rosa López, ademais colaborou em um dueto com dita cantora.

## Discografia
- 1973 - Mis Canciones
- 1974 - El Pregón
- 1975 - Para Vosotros Canto
- 1976 - Por Si Quieres Conocerme
- 1978 - Como La Lluvia Fresca
- 1978 - Soledades (edidato apenas na América do Sul)
- 1979 - Tiempo De Otoño
- 1981 - Nido De Águilas
- 1982 - Entre El Agua Y El Fuego
- 1984 - Amaneciendo En Ti
- 1986 - Con El Paso Del Tiempo
- 1987 - Sueño De Libertad
- 1989 - La Espera
- 1990 - A Mis Amigos
- 1990 - A Ti Mujer
- 1990 - Mis Canciones
- 1991 - América
- 1993 - Gente Maravillosa
- 1994 - Mis 30 Grandes Canciones
- 1996 - En Clave De Amor
- 1998 - Quédate Conmigo
- 2000 - Me Han Contando Que Existe Un Paraíso
- 2001 - Grandes Éxitos
- 2001 - Simplemente Lo Mejor
- 2002 - Perales
- 2002 - Personalidad
- 2006 - Navegando Por Tí
- 2007 - ¿Y Como es el?...Los Exitos